# Каталинич, Анте
Анте Каталинич (хорв. Ante Katalinić, 11 февраля 1895 — 31 октября 1981) — итальянский гребец, призёр Олимпийских игр 1924 года.
Анте Каталинич родился в 1895 году в Задаре (Австро-Венгрия), по национальности — хорват. В связи с тем, что после Первой мировой войны Задар вошёл в состав Италии, то Анте Каталинич стал гражданином Италии, и его имя стало писаться на итальянский манер: Антонио Катталиник (итал. Antonio Cattalinich). На Олимпийских играх 1924 года он, выступая за итальянскую команду, завоевал бронзовую медаль в академической гребле на восьмёрках (вместе с ним призёрами стали и его братья — Фране и Шимун, а также ещё три выходца из Хорватии — Виктор Любич, Бруно Сорич и Петар Иванов).